# Ewald Kaeser (Dichter)
Ewald Kaeser (geboren 19. August 1942 in Bösingen, nach anderen Angaben Rheinfelden; gestorben 15. Dezember 2002) war ein Schweizer Schriftsteller und Journalist.

## Leben
Ewald Kaeser ist in Rheinfelden aufgewachsen. Sein Vater war der gleichnamige Gewerkschafter. Kaeser studierte an der Universität Basel bei Walter Muschg Germanistik. 1968 brach er das Studium ab. Im selben Jahr wurde er Redaktor und Journalist bei der National-Zeitung. 1976 wurde er Mitglied des Redaktionskollektivs der Basler AZ, das er aus gesundheitlichen Gründen bald wieder verliess. Ab 1980 war er teilzeitlich bei der Gewerkschaft Textil Chemie Papier (GTCP) angestellt und schrieb Gedichte. Er war Mitbegründer der Werkstatt Arbeiterkultur (WAK), in der auch sein Vater publizierte, der neben seiner Gewerkschaftstätigkeit auch als Arbeiter-Dichter wirkte.
Kaesers Lyrik wird als wortkarg, stark verdichtet und rhythmisch am Jazz orientiert beschrieben. Er galt als Jazzkenner und arbeitete in einer Gruppe rund um Otto Flückiger an der Erstellung von Oral-History-Interviews mit Schweizer Jazzpionieren mit.

## Werke
- Bei der Sprache genommen. Gedichte. Hapes, Pratteln 1982, ISBN 3-906360-03-2.
- Zeit der wilden Wespen. Gedichte. Hapes, Pratteln 1983, ISBN 3-906360-05-9.
- Antransport des Sprachmülls täglich. Gedichte. Hapes, Pratteln 1984, ISBN 3-906360-06-7.
- Jahreszeiten. Gedichte. Z-Verlag, Basel 1988, ISBN 3-85990-084-6.
- Salecina. Gedichte. Forster & Frankenberger, Grellingen 1997.